# Calixtusdagen
Första vinterdagen, eller Calixtusdagen efter ett äldre namnsdagsnamn denna dag, infaller den 14 oktober. Tillsammans med första sommardagen, Tiburtiusdagen, anses den vara ett spår efter en äldre indelning av året i en sommar- och vinterhalva. På runstavar märktes den ut med ett avlövat träd.